# Mesonoemacheilus pulchellus
Mesonoemacheilus pulchellus är en fiskart som först beskrevs av Day, 1873.  Mesonoemacheilus pulchellus ingår i släktet Mesonoemacheilus och familjen grönlingsfiskar. IUCN kategoriserar arten globalt som starkt hotad. Inga underarter finns listade i Catalogue of Life.